# Народный секретариат (Украина)
Народный секретариат (17 (30) декабря 1917 — апрель 1918) — исполнительный орган Временного ЦИК Советов Украины, правительство Украинской Народной Республики Советов, сформированное в Харькове в противовес Украинской Центральной раде и Генеральному секретариату Украинской Народной Республики.

## История
Народный секретариат состоял из 12 секретарей:
- внутренних дел — Е. Б. Бош
- торговли и промышленности — Ф. А. Сергеев (товарищ Артём)
- финансов — В. Х. Ауссем
- межнациональных дел — С. С. Бакинский, он же одновременно секретарь путей сообщения
- народного образования — В. П. Затонский
- продовольческих дел — Э. В. Лугановский (Португейс)
- судебных дел — В. С. Люксембург (по март 1918 года)[1]
- вопросов труда — Николай Скрипник (позже, с 4.03.1918 г., стал председателем правительства и секретарём иностранных дел)
- земельных дел — Е. П. Терлецкий[2]
- военных дел — В. М. Шахрай (17.12.1917[3] — в марте 1918 его сменил Евгений Неронович)

Позже в состав Народного секретариата вошли:
- секретарь почт и телеграфа — Я. В. Мартьянов[4][5]
- секретарь иностранных дел — И. Ю. Кулик[6] (позже его сменил Георгий Лапчинский).

При формировании правительства к разногласиям прибавился существенный недостаток кадров украинского происхождения. Компромисс был найден в том, что претенденты на правительственные должности должны иметь прежде всего высокие деловые и политические качества и быть «по возможности с украинскими фамилиями». Поскольку на должность руководителя правительства «настоящего украинца» не нашли, было решено «главу Совета народных секретарей временно не избирать». Также постановили, что «народный секретарь внутренних дел будет координировать работу Народного секретариата» и фактически станет исполняющим обязанности главы правительства. Эту должность 17 (30) декабря заняла Евгения Бош. В тот же день ЦИК Советов Украины решил «организовать при президиуме ЦИК отдел управления, который должен работать под руководством народного секретаря внутренних дел». Этим постановлением дополнительно подтверждался статус Е. Бош как фактического руководителя правительства.
До конца января 1918 года правительство находилось в Харькове, 30 января перенесло свою работу в Киев. В начале марта, в связи с начавшимся вводом австро-германских войск на Украину, правительство перебралось в Полтаву, затем — в Екатеринослав и, наконец, Таганрог (апрель 1918).
Е. Бош не соглашалась без боя оставлять австро-германским войскам Киев, однако её позицию не разделяло большинство коллег из политического и военного руководства УНРС. Было выдвинуто требование о смещении Е. Бош с должности фактического главы правительства. В знак несогласия с подписанием Брестского мира, по которому РСФСР признавала мирное соглашение УНР с Германией и её союзниками, Е. Бош 4 марта сложила свои полномочия народного секретаря и инициировала передачу своих функций Н. Скрипнику. Правительство осталось без руководителя, в связи с чем в этот же день на должность главы Народного секретариата избрали Н. Скрипника.
Формальным председателем правительства и наркомом иностранных дел после II Всеукраинского съезда Советов (17 — 19 марта 1918 года), объединившего все советские образования и силы на территории Украины в единую Украинскую Советскую Республику, стал Николай Скрипник (съезд утвердил решение конференции, проведённой в Полтаве 4 марта 1918 года).